# University (Obitelj Soprano)
"University" je 32. epizoda HBO-ove televizijske serije Obitelj Soprano i šesta u trećoj sezoni serije. Scenarij su razradili Terence Winter i Salvatore J. Stabile iz priče Davida Chasea, Terencea Wintera, Todda A. Kesslera, Robin Green i Mitchella Burgessa. Režirao ju je Allen Coulter, a originalno je emitirana 1. travnja 2001.

## Radnja
Jednog poslijepodneva u Bada Bingu, Tony dobiva dar "zahvale" od jedne od striptizeta, mlade djevojke zvane Tracee. Ona zahvaljuje Tonyju što joj je pronašao liječnika koji je dijagnosticirao bolest njezina sina. Nakon što mu ona ponudi domaći kruh, Tony joj zahvali, ali objasni kako ne smije primati darove od zaposlenika, jer striptizete bi trebale sklapati prijateljstva sa svojim šefovima. Tracee se ispriča i ode.
U međuvremenu na Sveučilištu Columbia, Meadow se zbližava sa svojim dečkom, Noahom Tannenbaumom. Dok se oni spremaju za intimni čin, u sobu ulazi Meadowina cimerica, Caitlin, i prekine ih. Meadow je upita treba li joj soba, ali Caitlin kaže kako se osjeća usamljeno i uplašeno nakon što je s prijateljima gledala horor film. Meadow i Noah pokušaju je smiriti i podsjetiti da je u prošlosti već upozorena da ne gleda stvari koje je plaše. Nervozna Caitlin počne čupati kosu. Noah se ispriča i ode, a nakon nekoliko trenutaka neugode između dvije cimerice, Meadow odlučuje otići u Noahovu sobu, uzevši pritom nož u slučaju da Caitlin postane još depresivnija. Noah suosjeća s Caitlin i sugerira da budu strpljivi s njom. Meadow se on zbog toga još više svidi i nakon toga s njim izgubi nevinost. Kasnije, Noah i Meadow planiraju razvedriti Caitlin izvevši je za njezin rođendan. Nakon izlaska utroje, ugledaju beskućnicu kako mumlja, a Caitlin joj odlučuje pružiti nešto novca. Dok joj prilazi, Cailtin otkrije kako žena umjesto donjeg rublja koristi novine. Caitlin se još više uzruja te počne plakati u svojoj sobi u studentskom domu. Meadow dosadi Caitlinina nostalgija i odlazi kući kako bi se odmorila. Svojoj majci kaže kako je zaljubljena u Noaha i natukne joj kako se upustila u intimni odnos. U međuvremenu, Caitlin posjećuje Noaha i zamoli ga da joj pravi društvo. Njega to iritira jer u isto vrijeme piše referat, za koji kasnije dobiva C-. Meadow ga pokuša utješiti, ali je njegov otac zbog toga već podnio prijavu za zabranu prilaska protiv Caitlin. Meadow jedne večeri u restoranu upoznaje Noahova oca, Lena, i upusti se u razgovor o zanimanju svoga oca. Sljedećeg dana, Noah prekine vezu s Meadow, rekavši joj kako je previše negativna i cinična. Meadow se iznimno uzruja i iskali se na svojim roditeljima.
Tracee se nastavlja približavati Tonyju i pokazuje mu svoj aparatić za zube. Dok ona pleše, Tony i Silvio primjećuju kako je zgodna te da ima sjajno, prirodno tijelo, ali i iskrivljene zube. Jednog poslijepodneva, dok Tony napušta klub, ona ga slijedi do auta gdje mu kaže kako je trudna s Ralphiejevim djetetom. Zatraži ga za savjet da li da pobaci ili da zadrži dijete. Tony joj kaže, budući je njezin drugi sin već iskusio obiteljsko nasilje (od njezine ruke) i jer je dijete Ralphiejevo, da tom djetetu i nekoliko generacija čini uslugu. 
Na žalost po Tracee, Ralphie ne pomaže problemu. Kako je u to vrijeme opsjednut filmom Gladijator, počne vikati citate iz filma i počne se ružno poigravati s Georgiejem Santorellijem. Nakon nekoliko mudrih primjerdbi i bučnih ispada, situacija postaje napeta kad Ralphie pronađe lanac i počne mahati njime u Georgiejevu smjeru, ozlijedivši mu oko. Tony pošalje Ralphieja da odveze Georgieja u hitnu pomoć. Nekoliko dana kasnije, Silvio se šokira kad otkrije da se Tracee nije pojavila na poslu. Silvio odlazi u njezinu kuću gdje ona kuha za Ralphieja i gleda televiziju. On je prisili da se odjene te je ošamari pri ulasku u auto. Ralphie samo gleda kroz prozor i smije se.
Sljedeće noći, Ralphie ugleda Tracee u VIP prostoriji, gdje ga ona uvrijedi ispred drugih suradnika i kapetana. Ralphie je zatim počne slijediti do pustog parkirališta Bada Binga gdje je pokuša uvjeriti kako će joj pomoći, a zatim je nazove "slinavom kurvom". Ona ga udari, a Ralph postaje iznimno nasilan te je brutalno pretuče do smrti. Ubrzo potom, suradnici Sopranovih otkrivaju Traceeno tijelo, a Tony okrivi Ralphieja za sve što se dogodilo. Pribivši Ralphieja uza zid, Tony prekrši poznato mafijaško pravilo i napadne ga, iako je član obitelji (mafijaši nikad ne dižu ruku jedan na drugog), ali on to opravdava rekavši kako je Ralphie izrazio nepoštovanje prema Bingu. Ralphie se pokuša obraniti vičući, "Ja sam mafijaš!" Tonyja teško pogađa Traceena smrt i tijekom terapije s Carmelom i dr. Melfi postane emocionalan. Ipak, kaže im kako je umro mladi suradnik iz Barone Sanitationa. Nekoliko dana kasnije, striptizete iz Bada Binga čude se gdje je Tracee otišla. Jedna od djevojaka spominje kako je čula što se zapravo dogodilo, da je otišla s Ralphiejem i nikad se nije vratila, ali joj jedna od njezinih kolegica savjetuje da šuti. Pri završetku epizode, Georgie uvježbava novu striptizetu koja će zamijeniti Tracee.

## Glavni glumci
- James Gandolfini kao Tony Soprano
- Lorraine Bracco kao Dr. Jennifer Melfi
- Edie Falco kao Carmela Soprano
- Michael Imperioli kao Christopher Moltisanti
- Dominic Chianese kao Corrado Soprano, Jr.
- Steven Van Zandt kao Silvio Dante
- Tony Sirico kao Paulie Gualtieri
- Jamie-Lynn Sigler kao Meadow Soprano
- Drea de Matteo kao Adriana La Cerva
- Aida Turturro kao Janice Soprano
- Federico Castelluccio kao Furio Giunta
- Joe Pantoliano kao Ralph Cifaretto

### Gostujući glumci
| - Tom Aldredge kao Hugh De Angelis - Sharon Angela kao Rosalie Aprile - Michette Ardente kao Mandee - Marie Athanasiou kao striptizeta #2 - Daniel T. Booth kao konobar - Jason Cerbone kao Jackie Aprile, Jr. - Frank Delano kao mafijaš iz Bada Binga - John Fiore kao Gigi Cestone - Kenneth Franquiz kao Jeff - Joseph R. Gannascoli kao Vito Spatafore - Michael Garfield kao Len Tannenbaum | - Ari Graynor kao Caitlin Rucker - Dan Grimaldi kao Patsy Parisi - Ariel Kiley kao Tracee - Kelly Madison Kole kao Debbie - Luiza Liccini kao striptizeta #1 - Yvette Mercedes kao beskućnica - Frank Santorelli kao Georgie Santorelli - Suzanne Shepherd kao kao Mary De Angelis - Patrick Tully kao Noah Tannenbaum - Maureen Van Zandt kao Gabriella Dante - Richard Verdinio kao policajac |

## Umrli
- Tracee: striptizeta iz Bada Binga koju na parkiralištu ubija Ralphie.

## Naslovna referenca
- Većina se epizode vrti oko Meadowinih sveučilišnih iskustava.
- Naslov se može odnositi i na raniju epizodu, "Commendatori" u kojoj, svjedočeći Furiovu premlaćivanju mladića koji želi postati mafijaš, Napolitanac kaže, "Ovo je sveučilište Napulja". Tracee, koja je uz Meadow središnji lik epizode, biva udarena u lice, kao i majka mladog potencijalnog gangstera u "Commendatoriju". Dakle, "sveučilište" je metafora za životne lekcije, posebno one koje se dobivaju kao posljedica petljanja s kriminalnim podzemljem.

## Glazba
- Tijekom Traceena nastupa i tijekom odjavne špice svira "Living on a Thin Line" The Kinksa.
- Tijekom prvog susreta Noaha i Meadow, u pozadini svira "The Dolphin's Cry" sastava Live.
- Kad prostitutka pokuša ući u VIP sobu Bada Binga, svira "You Shook Me All Night Long" AC/DC-a.

## Vanjske poveznice
- University u internetskoj bazi filmova IMDb-a